# Булчински войни
„Булчински войни“ (на английски: Bride Wars) е американска романтична комедия от 2009 г. на режисьора Гари Уиник по сценарий на Грег ДеПол, Кейси Уилсън и Джун Диан Рафаел. Във филма участват Кейт Хъдсън, Ан Хатауей, Кристен Джонстън и Кандис Бъргън. Премиерата на филма в САЩ е на 9 януари 2009 г. от „Туентиът Сенчъри Фокс“.